# Wyndmere (Dakota Północna)
Wyndmere – miasto w Stanach Zjednoczonych, w stanie Dakota Północna, w hrabstwie Richland.